# آلیس دانبار نلسون
آلیس دانبار نلسون (۱۹ ژوئیه ۱۸۷۵ – ۱۸ سپتامبر ۱۹۳۵) شاعر، روزنامه‌نگار و فعال سیاسی آمریکایی بود. او در میان اولین نسل از سیاه‌پوستان آمریکا که پس از پایان جنگ داخلی آمریکا در جنوب ایالات متحده آزاد متولد شدند، یکی از آفریقایی آمریکایی‌های برجسته در شکوفایی هنری رنسانس هارلم بود. اولین همسر او شاعر پل لارنس دانبار بود. پس از مرگ او، با پزشک هنری آرتور کالیس ازدواج کرد و بعدها با رابرت جی. نلسون، شاعر و فعال حقوق مدنی ازدواج کرد. او به عنوان شاعر، نویسنده داستان‌های کوتاه و نمایشنامه‌ها، ستون‌نویس روزنامه، فعال حقوق زنان و سردبیر دو گلچین به شهرت رسید.

## زندگی
آلیس روت مور در نیواورلئان در ۱۹ ژوئیه ۱۸۷۵ به دنیا آمد، دختر یک خیاط آفریقایی-آمریکایی که سابقاً برده بود و یک ملوان سفیدپوست. والدین او، پاتریشیا رایت و جوزف مور، از طبقه متوسط بودند و بخشی از جامعه چند نژادی کریول در این شهر بودند.

### زندگی شخصی
مور از برنامه آموزشی دانشگاه استریت (بعداً با دانشگاه دیلارد ادغام شد) در سال ۱۸۹۲ فارغ‌التحصیل شد و به عنوان معلم در سیستم مدارس دولتی نیواورلئان در مدرسه ابتدایی اولد ماریگنی کار کرد. نلسون به مدت بیست و یک سال در نیواورلئان زندگی کرد. در این مدت، او هنر و موسیقی را مطالعه کرد و نواختن پیانو و ویولن سل را یادگرفت.
در سال ۱۸۹۵، اولین مجموعه داستان‌های کوتاه و اشعار آلیس دانبار نلسون به نام بنفشه‌ها و داستان‌های دیگر توسط بررسی ماهانه منتشر شد. در این زمان، مور به بوستون و سپس نیویورک سیتی نقل مکان کرد. او در تأسیس و تدریس در ماموریت گل سفید (خانه دختران گل سفید) در محله سان خوان هیل، منهتن منهتن مشارکت داشت، و مکاتباتی با شاعر و روزنامه‌نگار پل لارنس دانبار آغاز کرد. کار آلیس دانبار نلسون در دوران زن توجه پل لارنس دانبار را جلب کرد. در ۱۷ آوریل ۱۸۹۵، پل لارنس دانبار نامه معرفی‌نامه‌ای به آلیس ارسال کرد، که اولین نامه از بسیاری نامه‌های مبادله شده بین آنها بود. در نامه‌هایشان، پل از آلیس دربارهٔ علاقه‌اش به موضوع نژاد پرسید. او پاسخ داد که شخصیت‌هایش را به عنوان «انسان‌های ساده» می‌بیند، و معتقد بود که بسیاری از نویسندگان بیش از حد به نژاد توجه می‌کنند. اگرچه نوشته‌های بعدی او که به نژاد تمرکز داشتند این نظر را نقض می‌کردند، نظر آلیس دربارهٔ مشکل نژاد با نظر پل لارنس متناقض بود. باوجود نظرات متضاد دربارهٔ نمایش نژاد در ادبیات، این دو همچنان از طریق نامه‌هایشان به ارتباط عاشقانه خود ادامه دادند.

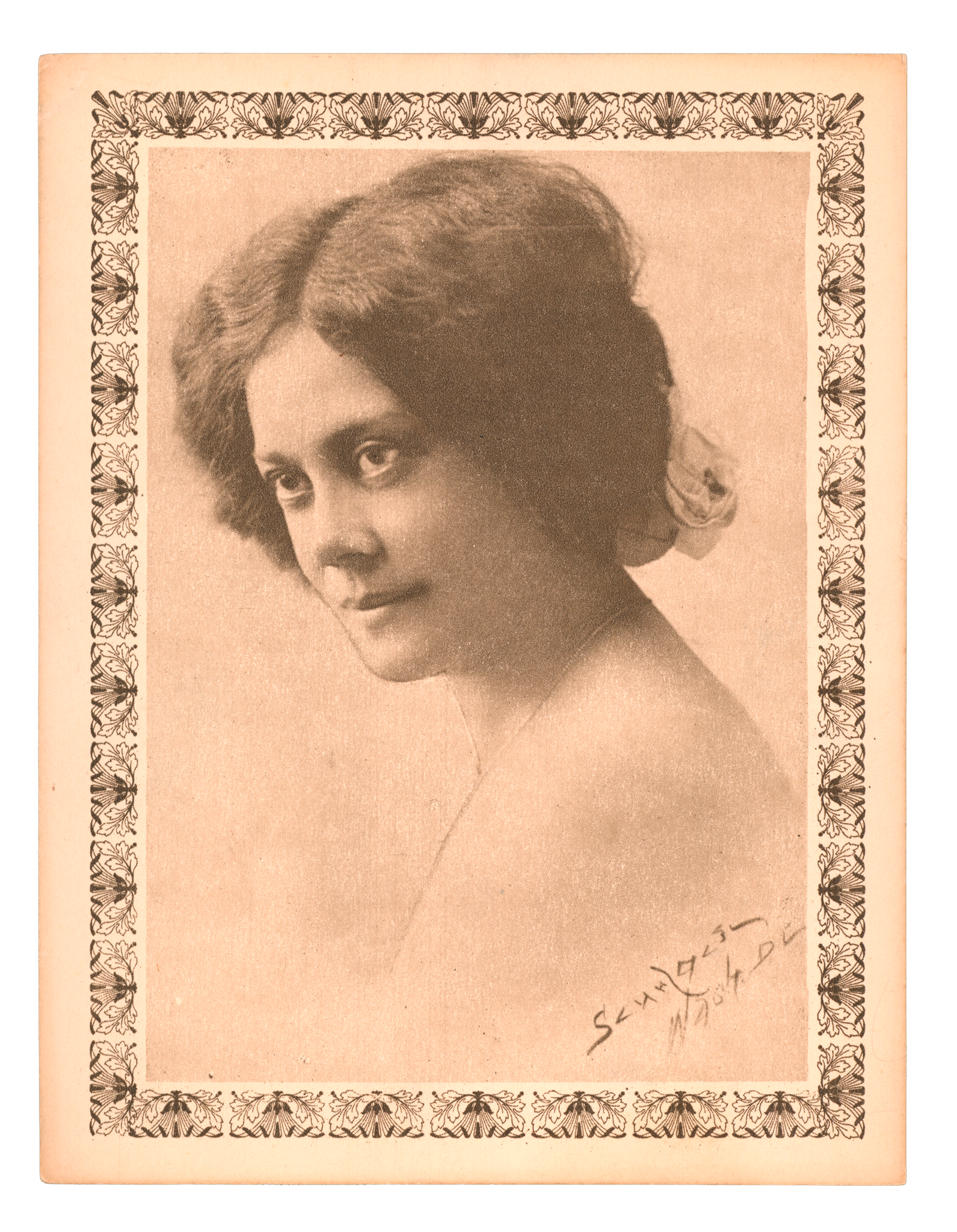
آلیس دانبار نلسون، حدود ۱۹۰۰

مکاتبات آن‌ها تنش‌هایی دربارهٔ آزادی‌های جنسی مردان و زنان را نشان داد. قبل از ازدواجشان، پل به آلیس گفت که او را از «تسلیم شدن به وسوسه‌ها» بازمی‌دارد، اشاره‌ای به روابط جنسی. در نامه‌ای از ۶ مارس ۱۸۹۶، پل ممکن است تلاش کرده باشد تا با صحبت دربارهٔ زنی که در پاریس ملاقات کرده بود، حسادت آلیس را برانگیزد. با این حال، آلیس به این تلاش‌ها پاسخ نداد و همچنان از پل فاصله عاطفی حفظ کرد. در سال ۱۸۹۸، پس از چند سال مکاتبه، آلیس به واشینگتن، دی.سی. نقل مکان کرد تا به پل لارنس دانبار بپیوندد و آن‌ها در سال ۱۸۹۸ به‌طور مخفیانه فرار کردند. ازدواج آن‌ها طوفانی بود و با کاهش سلامت دانبار به دلیل سل، الکلیسم ناشی از مصرف ویسکی تجویز شده توسط پزشک، و افسردگی تشدید شد. قبل از ازدواجشان، پل به آلیس تجاوز کرد که بعداً آن را به الکلیسم خود نسبت داد. آلیس در نهایت او را برای این رفتار بخشید. پل اغلب آلیس را به‌طور فیزیکی مورد آزار قرار می‌داد که این موضوع عمومی بود. در پیامی به اولین زندگینامه‌نویس دانبار، آلیس گفت: «او یک شب در حالتی وحشتناک به خانه آمد. من به او رفتم تا به او کمک کنم به تخت برود - و او همانطور که اطلاع‌دهنده شما گفت، رفتار ناپسندی داشت.» او همچنین ادعا کرد که «هفته‌ها به دلیل پریتونیت ناشی از لگدهای او بیمار بودم.» در سال ۱۹۰۲، پس از اینکه او تقریباً او را تا حد مرگ کتک زد، او را ترک کرد. گزارش شده است که او همچنین از روابط همجنس‌گرایانه آلیس ناراحت بود. این زوج در سال ۱۹۰۲ از هم جدا شدند اما تا قبل از مرگ پل دانبار در سال ۱۹۰۶ هرگز طلاق نگرفتند.
آلیس سپس به ویلمینگتون، دلاور نقل مکان کرد و بیش از یک دهه در دبیرستان فنی هاوارد تدریس کرد. در این دوره، او همچنین در جلسات تابستانی در کالج ایالتی دانشجویان رنگین‌پوست (پیشرو دانشگاه ایالتی دلاویر) و مؤسسه همپتون تدریس می‌کرد. در سال ۱۹۰۷، او از موقعیت تدریس خود در ویلمینگتون مرخصی گرفت و در دانشگاه کرنل ثبت‌نام کرد و در سال ۱۹۰۸ به ویلمینگتون بازگشت. 
در سال ۱۹۱۰، او با هنری آ. کالیس، پزشک برجسته و استاد دانشگاه هاوارد، ازدواج کرد، اما این ازدواج به طلاق انجامید.